# الناس والشوارع (فلم)
الناس والشوارع فيلم مصري صدر عام 1986م.

## قصة الفيلم
الطالب عامر عبد العزيز النعيمي طالب مصري من نجع حمادي قبل أن ولد زوجه مصطفى ووالده والطفل حسان والزوجة نهى يتكلم صعيدي ومصري للأصلي ثم تغني وقتل والدته في حادث سير وعزف على العود ويقع في حب نهى.

## طاقم العمل
- عصام سلامة (عامر عبد العزيز النعيمي)
- حنان شوقي (نهى)
- محمد الشويحي (عبد العزيز النعيمي)
- الطفل شريف سلامة (إسلام النعيمي)
- أنجيل آرام (منى)
- مديحة يسري (رندا)
- حسن حسني (حسام - ضيف شرف)
- ربيع شهاب (السفير الأردني)